# Mestre do Sardoal

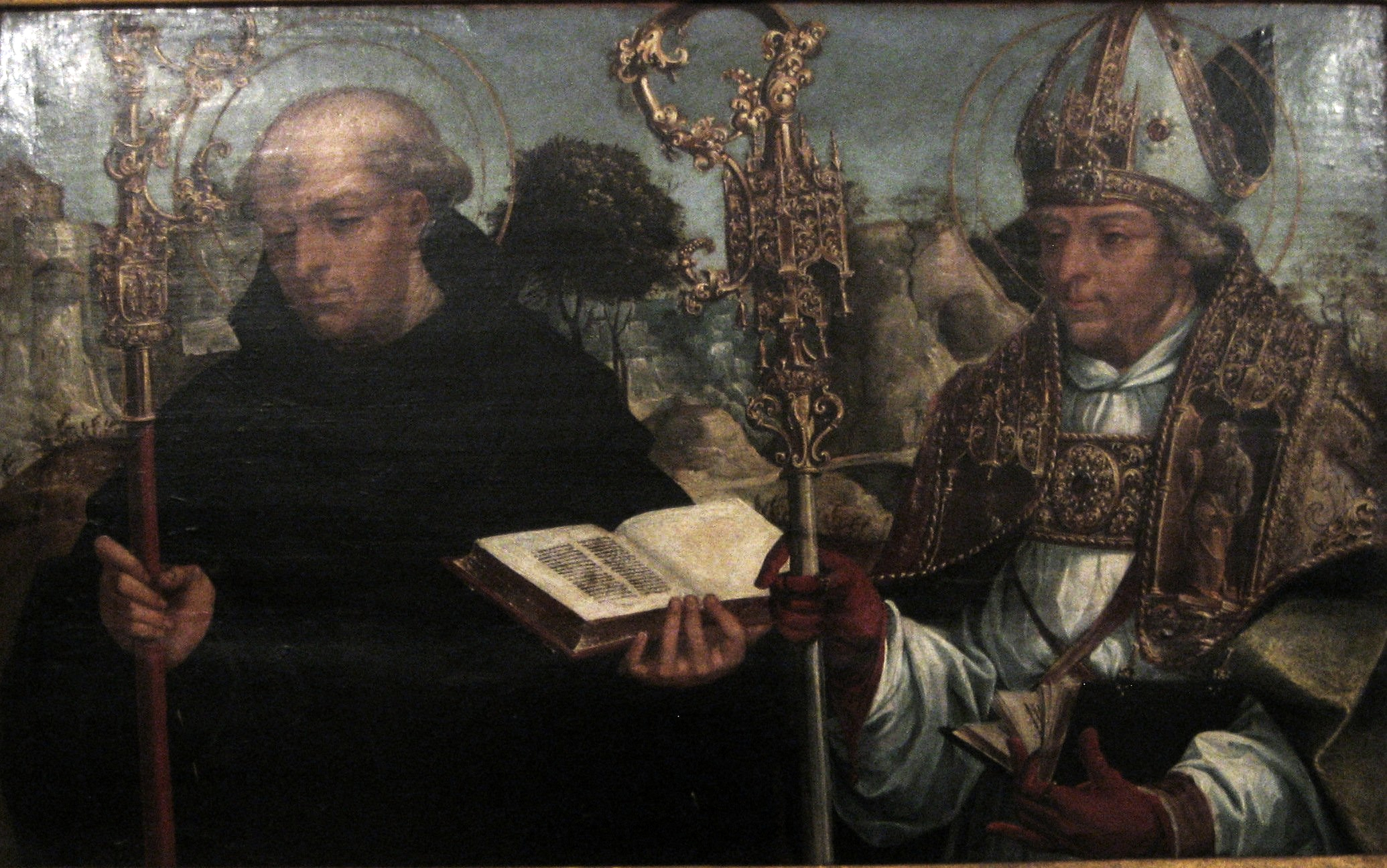
São Bento e Santo Ambrósio.

O Mestre do Sardoal ou Mestres do Sardoal são hoje frequentemente identificados com a oficina, sediada em Coimbra, de Vicente Gil, continuada pelo seu filho Manuel Vicente e pelo neto Bernardo Manuel.
Este(s) pintor(es) marca(m) a transição do século XV para o século XVI. A sua ação insere-se no contexto da pintura manuelina, estilo que coincide na Europa com o final da Idade Média e início do Renascimento.

## Algumas obras
Em 1510 executou sete pinturas de óleo, sobre madeira de carvalho, na igreja paroquial de São Tiago e São Mateus, no Sardoal.
E representam:
- São João Evangelista; a pregação; a bênção de Cristo (Cristo abençoando), com coroa de espinhos; São Pedro e São Paulo.

Assim como há conhecimento de:
- Adoração dos Reis Magos, no Museu Nacional de Arte Antiga (Museu das Janelas Verdes), em Lisboa.
- Um São Bento e Santo Ambrósio,(CAR Centro de Apoio Social), em Runa.
- São Vicente, em Beja (Museu Regional)
- Anunciação, que pertencia ao retábulo-mor do antigo convento de Santa Maria de Cela, que está no Museu Nacional Machado de Castro, em Coimbra.
- Dois santos, no Museu de Évora.
- são-lhe também atribuídas as imagens de um retábulo, em Montemor-o-Velho.